# Bestla
Bestla era una gigantessa del ghiaccio, figlia del gigante, Bölþorn, sorella di Mímir, sposa di Borr e madre di Odino, Víli e Vé.
Così è citata nell'Edda in prosa:
(Snorri Sturluson - Edda in prosa - Gylfaginning VI)